# Ana Borregale
Ana Borregale – wenezuelska zapaśniczka w stylu wolnym. Zdobyła srebrny medal na mistrzostwach panamerykańskich w 1998 roku.